# Polignac (Haute-Loire)
 Polignac  ist eine französische Gemeinde mit 2827 Einwohnern (Stand 1. Januar 2022) im Département Haute-Loire in der Region Auvergne-Rhône-Alpes; sie gehört zum Arrondissement Le Puy-en-Velay und zum Kanton Le Puy-en-Velay-2.
2021 wurde Polignac mit dem Prädikat Die schönsten Dörfer Frankreichs ausgezeichnet.

## Bevölkerungsentwicklung
| Jahr                       | 1962 | 1968 | 1975 | 1982 | 1990 | 1999 | 2007 | 2017 |
| Einwohner                  | 1257 | 1407 | 1709 | 2003 | 2384 | 2602 | 2785 | 2814 |
| Quellen: Cassini und INSEE |      |      |      |      |      |      |      |      |

## Sehenswürdigkeiten
- Burg Polignac
- Kirche Saint-Andéol in der Burg
- Pfarrkirche Saint-Martin (12. Jahrhundert, Monument historique)

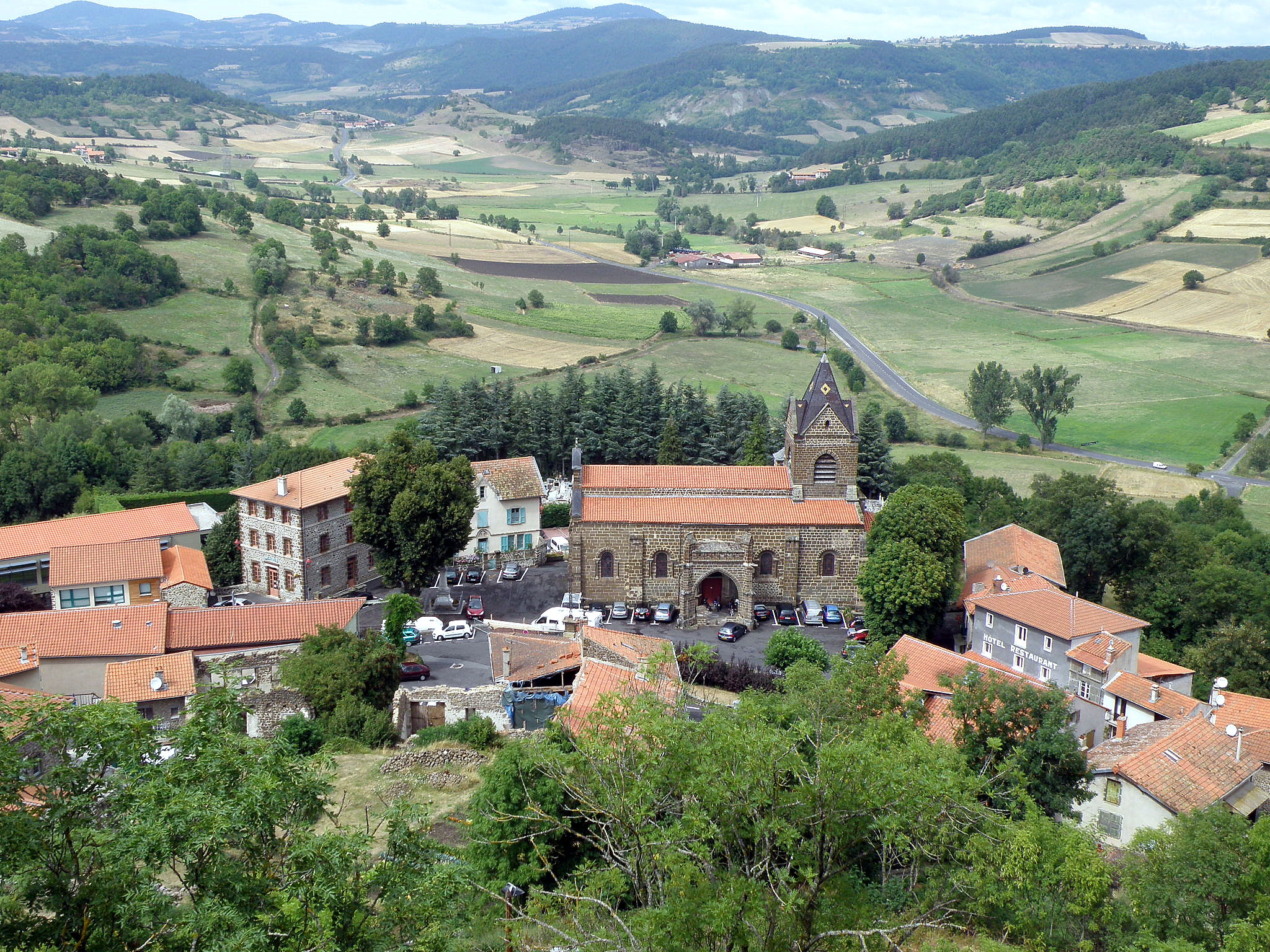
Kirche von der Burg aus gesehen
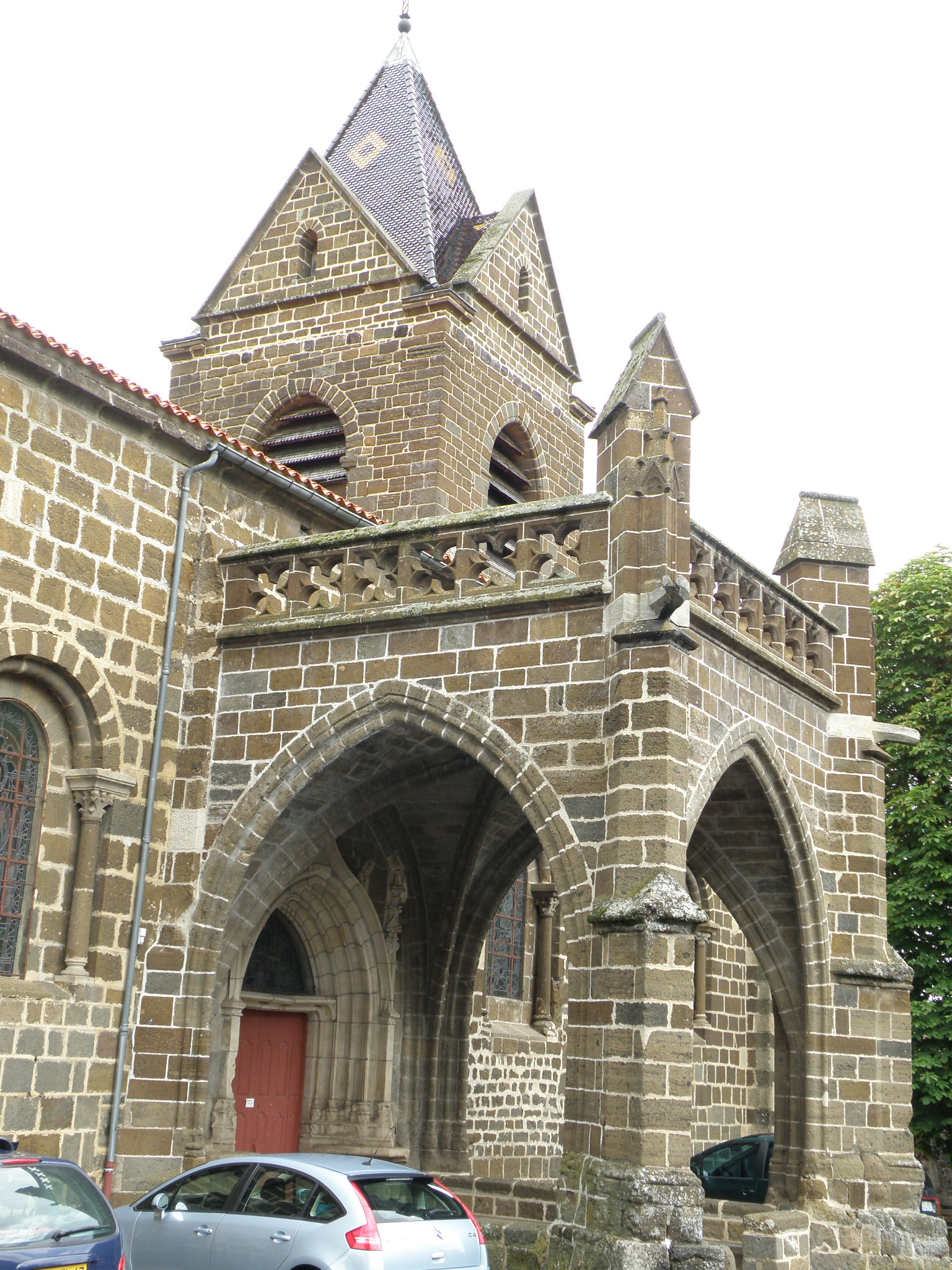
Gotischer Kircheneingang
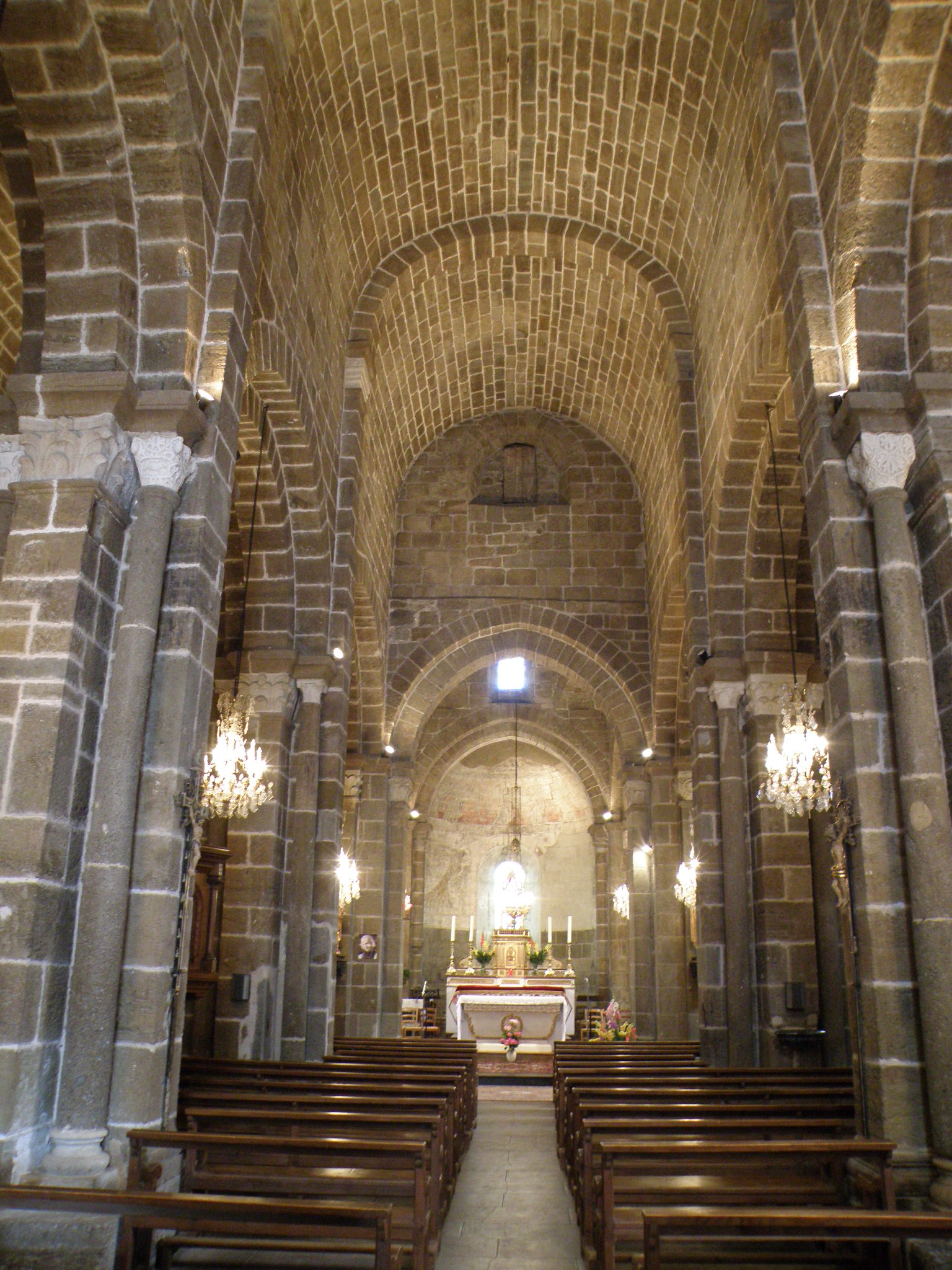
Kirchenschiff
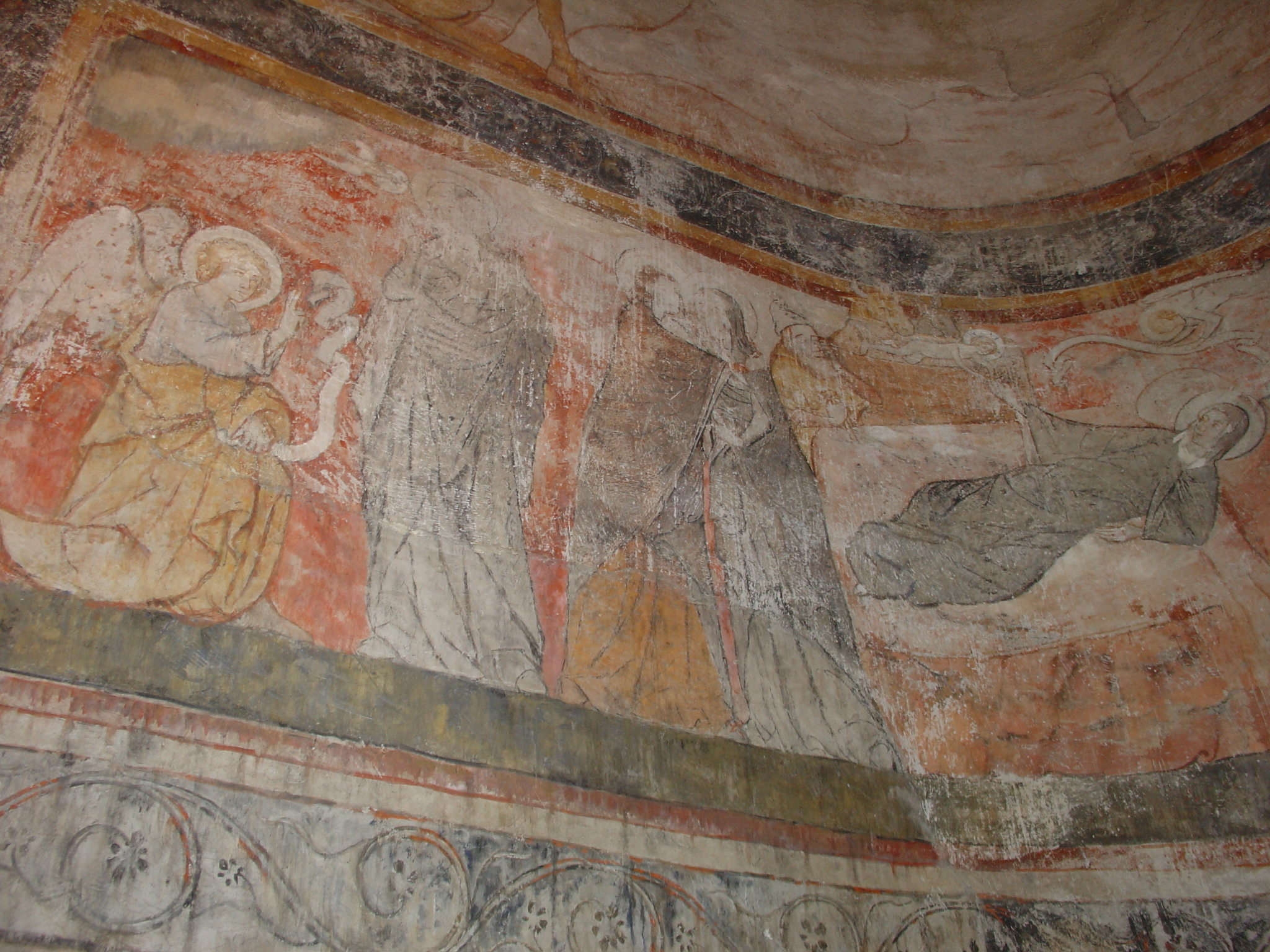
Fresko in der Kirche

## Persönlichkeiten
- Polignac ist die Heimat der Familie Polignac.